# Târnăveni
Târnăveni (węg. Dicsőszentmárton, niem. Sankt-Martin) – miasto w Rumunii, w Siedmiogrodzie (okręg Marusza), nad rzeką Târnava Mică.
Liczba mieszkańców w 2003 roku wynosiła ok. 26 tys.

## Miasta partnerskie
- Hajdúszoboszló, Węgry
- Ronchin, Francja